# Lygodactylus pictus
Lygodactylus pictus — вид геконоподібних ящірок родини геконових (Gekkonidae). Ендемік Мадагаскару.

## Поширення і екологія
Lygodactylus pictus мешкають у східній частині Центрального нагір'я на острові Мадагаскар. Вони живуть у вологих тропічних лісах, в садах та поблизу людських поселень. Зустрічаються на висоті до 950 м над рівнем моря.